# 四极虫科
四极虫科（学名：Chloromyxidae）为双壳目的一个科。此科的模式属为四极虫属(Chloromyxum)。

## 下级分类
本科包括以下属：
- Agarella Dunkerly, 1915
- Caudomyxum Bauer, 1948
- 四极虫属 Chloromyxum Mingazzini, 1890